# Lygodactylus tuberosus
Lygodactylus tuberosus là một loài thằn lằn trong họ Gekkonidae. Loài này được Mertens mô tả khoa học đầu tiên năm 1965.